# Diecezja Faenza-Modigliana
Diecezja Faenza-Modigliana (łac. Dioecesis Faventina-Mutilensis) – diecezja Kościoła rzymskokatolickiego w północnych Włoszech, w metropolii Bolonii, w regionie kościelnym Emilia-Romania.
Została erygowana w III wieku. 30 września 1986 papież Jan Paweł II połączył diecezję Faenza z diecezją Modigliana, która powstała w 1850 nadając jej obecną nazwę.